# Solitude (escrava de Guadalupe)
Solitude (Guadalupe, c. 1772 - Guadalupe, 29 de novembro de 1802) é uma figura histórica da resistência dos escravos negros de Guadalupe. Figura emblemática na luta contra o restabelecimento da escravidão em Guadalupe, foi condenada à morte e enforcada aos 30 anos.

## Biografia
Nascida por volta de 1772, Rosalie, apelidada de “mulâtresse Solitude”, é filha de Bayangumay, uma escrava africana que foi estuprada por um marinheiro do barco que a deportava para as Antilhas. Foi separada de sua mãe quando um colono percebe que ela tem pele e olhos claros. Ele a tornou uma empregada doméstica, uma categoria superior na hierarquia dos escravos.
Com a abolição da escravidão em 1894, ela juntou-se a uma comunidade de quilombo em Goyave, que era dirigida por Moudongue Sanga.
Louis Delgrès lançou um apelo à resistência em 10 de maio de 1802 e publicou uma proclamação intitulada À l'Univers entier, le dernier cri de l'innocence et désespoir.
Quando, pela lei sobre o tráfico de escravos e o regime colonial de 20 de maio de 1802, Napoleão Bonaparte restabeleceu a escravidão nas colônias, Solitude, então grávida de três meses, se reuniu ao apelo de Louis Delgrès e lutou ao seu lado pela liberdade. Ao final de vários dias de combate, as forças coloniais encurralam trezentos combatentes da resistência na residência de Anglemont, fortificada, em Matouba. Com toda a esperança perdida, em 28 de maio, Delgrès e seus companheiros suicidaram-se com explosivos. Os sobreviventes são executados. Presa,, Solitude é condenado à morte e enforcada no dia seguinte ao parto, em 29 de novembro de 1802.

## Homenagem
Em 26 de setembro de 2020, Anne Hidalgo, prefeita de Paris, e Jacques Martial, ex-diretor do Mémorial ACTe e conselheiro delegado encarregado dos territórios ultramarinos, inauguram o “Jardim da Solidão” (gramados ao norte da Place du Général-Catroux - 17.º arrondissement). Eles anunciaram o projeto de eventualmente instalar sua estátua neste jardim. Seria a primeira estátua de uma mulher negra em Paris - que tem apenas 40 mulheres históricas das mil estátuas parisienses.